# Hans Ritz (Elektrotechniker)

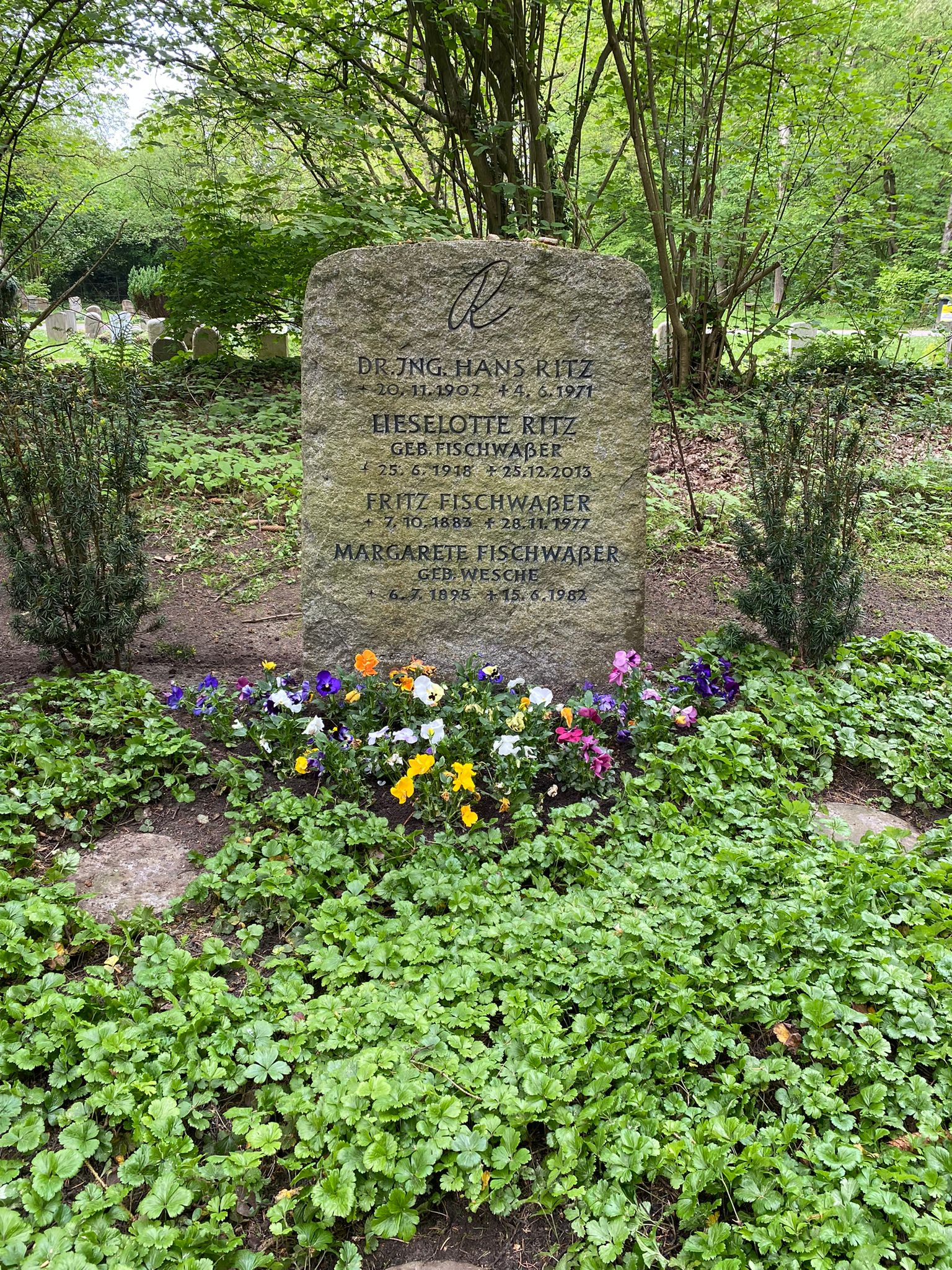
Grabstätte auf dem Friedhof Volksdorf

Hans Ritz (* 20. November 1902; † 4. Juni 1971) war ein deutscher Elektrotechniker.

## Leben
Ritz arbeitete zunächst bei der Allgemeinen Elektricitäts-Gesellschaft (AEG) in Berlin und war spezialisiert auf den Bau von Messwandlern. 1940 wurde er aus politischen Gründen Betriebsführer der unter Zwangs- und Fremdverwaltung stehenden Philips-Werke (ehemals „C.H.F. Müller Röntgenwerk“). Er war ein Vertrauter von Ernst Schiebold und hatte dessen Vorschlag für eine Röntgenkanone positiv beurteilt.
Nachdem er 1945 auf Drängen des Entnazifizierungsausschusses entlassen wurde, gründete er in Hamburg die „Ritz Messwandler GmbH & Co KG“, das Stammhaus der heutigen internationalen Firmengruppe Ritz Instrument Transformers GmbH. 1956 gründete er im österreichischen Marchtrenk die erste Auslandstochter. Inzwischen gibt es acht Standorte (Stand 2018): Vier in Deutschland (Hamburg, Dresden, Wirges, Kirchaich) und je einer in Österreich (Marchtrenk), Ungarn (Kecskemét), China (Shanghai) und in den USA (Hartwell).
Hans Ritz wurde auf dem Hamburger Friedhof Volksdorf beigesetzt.